# Natalie Sorokin
Natalie Sorokin (ou Nathalie Sorokine), née en 1921 et morte le 20 décembre 1968 à San Francisco est une journaliste et écrivaine française.
Elle est connue pour avoir fait partie du cercle d'amis des philosophes Simone de Beauvoir et Jean-Paul Sartre,[réf. incomplète] et avoir été l'amante occasionnelle de Simone de Beauvoir. Beauvoir a été suspendue de son poste d'enseignante après avoir séduit une élève du lycée Molière de 17 ans en 1939, Bianca Bienenfeld[réf. nécessaire].
Natalie Sorokin, ainsi que Bianca Bienenfeld et Olga Kosakiewicz, ont déclaré plus tard que leurs relations avec Sartre et Beauvoir les avaient endommagées psychologiquement.

## La vie existentielle avec Simone de Beauvoir
Simone de Beauvoir est à nouveau[réf. nécessaire] suspendue le 17 juin 1943 à la suite d'une plainte pour « détournement de mineur » déposée en décembre 1941 par la mère de Natalie Sorokin, sa fille ayant refusé le prétendant choisi par ses parents. La plainte aboutira à un non-lieu— les relations physiques entre Beauvoir et Natalie Sorokine n'avaient pas encore été révélées et ne purent être prouvées et Natalie Sorokine habitait alors avec un jeune amant juif algérien — mais elle est révoquée, par l'administration pétainsiste (pro-nazie) de l'Éducation nationale, où elle ne retournera jamais plus enseigner, alors même qu'elle fût réhabilitée à la Libération. 
Sorokin dira plus tard que sa relation avec Beauvoir et Sartre a pris fin lorsqu'elle a constaté que cette relation ne servait qu'une seule partie[citation nécessaire],[réf. incomplète].
Elle apparaît sous le nom de Lise dans La Force de l'âge et sous le nom de Nadine dans Les Mandarins.

## Vie ultérieure
Après s'être remise de son traumatisme, Natalie Sorokin a commencé à écrire et a travaillé pour la radio[citation nécessaire]. Elle a ensuite épousé Ivan Moffat, un ami de Beauvoir et de Sartre et le fils de l'actrice et poètesse britannique Iris Tree et de l'artiste et photographe Curtis Moffat. Leur mariage a été bref et a donné naissance à une fille. Elle épouse Sydney Benson en secondes noces.

## Publications
- Nathalie Moffat, « Nuits sans importance », Dalhousie French Studies,‎ 1985 (ISSN 0711-8813, OCLC 5543306914).